# 开放虚拟化联盟
开放虚拟化联盟（英文：Open Virtualization Alliance，OVA）是一个Linux基金會协作项目，旨在推动在虚拟化解决方案中采用如KVM的自由及开放源代码软件，同时也推荐使用oVirt的软件进行管理。这一联盟列出了多项用户的成功案例，鼓励加速围绕KVM的第三方解决方案生态扩张与其互用性。
OVA提供教育、最佳实践及技术建议以帮助企业理解并评估其虛擬化选项。此联盟补充了已有的管理KVM虚拟机监视器的开源社区与相关的管理能力，进而可以快速驱动虚拟化Linux与Windows应用的科技创新。OVA不是一个标准组织且不影响上流开发，但鼓励了共同接口与应用程序接口（API）的互用性与发展以便利用户。
在2013年10月21日，开放虚拟化联盟宣布其将成为一个Linux基金会协作项目。
在达到目的之后，开放虚拟化联盟于2016年12月1日正式解散。

## 开放虚拟化联盟所提倡的软件
- 基于内核的虚拟机（KVM） – 将Linux内核转为虚拟机监视器的软件
- libvirt – 管理KVM和其他虚拟化解决方案的API及其实现
- OVirt（英语：OVirt） – 管理KVM的网页应用
- libguestfs – 更改虚拟磁盘镜像的API及其实现API

## 成员
开放虚拟化联盟起初由紅帽公司与IBM组成，随后联盟有超过200位涉及虚拟化企业的成员。人人皆可参与且开放虚拟化联盟鼓励参与者成为其中一员。成员之间的关系紧密，而管理成员相比普通成员需要更多的会费。加入联盟的标准之一是制作或使用基于KVM的产品或服务。 